# Staby
Staby – miasto w Danii, w regionie Jutlandia Środkowa, w gminie Holstebro.